# 茹拉維安卡河
52°37′37″N 20°20′27″E / 52.6270°N 20.3407°E
茹拉維安卡河（波蘭語：Żurawianka）是波蘭的河流，位於該國中部，處於馬佐夫舍省，屬於普翁卡河的右支流，河道全長27公里，流域面積177平方公里，河口處在普翁斯克。